# Nancy
Nancy är en stad i nordöstra Frankrike, préfecture (administrativ huvudstad) i departementet Meurthe-et-Moselle i Grand Est. År 2022 hade Nancy 104 387 invånare.
Place Stanislas, Place de la Carrière och Place d'Alliance finns med på världsarvslistan sedan 1983.

## Historik
Nancy växte fram kring en borg, uppförd på 1050-talet och ett närbeläget kloster. Hertigarna av Lorraine vistades ofta här under högmedeltiden, och under 1300-talet blev Nancy provinsens huvudstad. Den 5 januari 1477 stod slaget vid Nancy mellan René II av Lothringen och Karl den djärve utanför staden, där Karl den djärve stupade och Burgunderriket gick under.
Staden expanderade ytterligare under 1500-talet och en ny stad, Ville-Neuve anlades bredvid den gamla. 1572 grundades universitetet i Nancy. Vid mitten av 1700-talet växte de båda städerna ihop och stadsmuren mellan städerna revs. Nancy var vid denna tid förlänat till Stanisław Leszczyński, som 1752–1760 lät uppföra Place Stanislas söder om det äldre. torget Place Royale. Arkitekt var Emmanuel Héré i samarbete med Jean Lamour. 1766 tillföll Nancy Frankrike.
Under slutet av 1800-talet fick Nancy rykte som centrum för den franska jugendstilen, som kom att prägla världsutställningen 1900. Den så kallade Nancyskolan leddes av Émile Gallé och Louis Majorelle. Vid sidan av byggnadskonst och möbelarkitektur bedrevs särskilt glasindustrin med stor framgång.
Under första världskriget blev efter de tyska framgångarna i Lorraine Nancy omringat och beskjutet från 26 augusti 1914. Belägringen upphävdes dock redan 9 september 1914.
Bland stadens äldre byggnader märks Église des Cordeliers från 1400-talet, förra hertigliga palatset, uppfört under 1300-1500-talen, katedralen Notre-Dame de Bon-Secours med Stanisław Leszczyńskis grav, stadshuset från 1600-talet med tavel- och skulpturgalleri samt Ludvig XV:s triumfbåge. De gamla medeltida stadsportarna, Porte de la Graffe finns även bevarade.

## Utbildning
- ICN Business School

## Befolkningsutveckling
Antalet invånare i kommunen Nancy
| Referens: INSEE |

## Bildgalleri

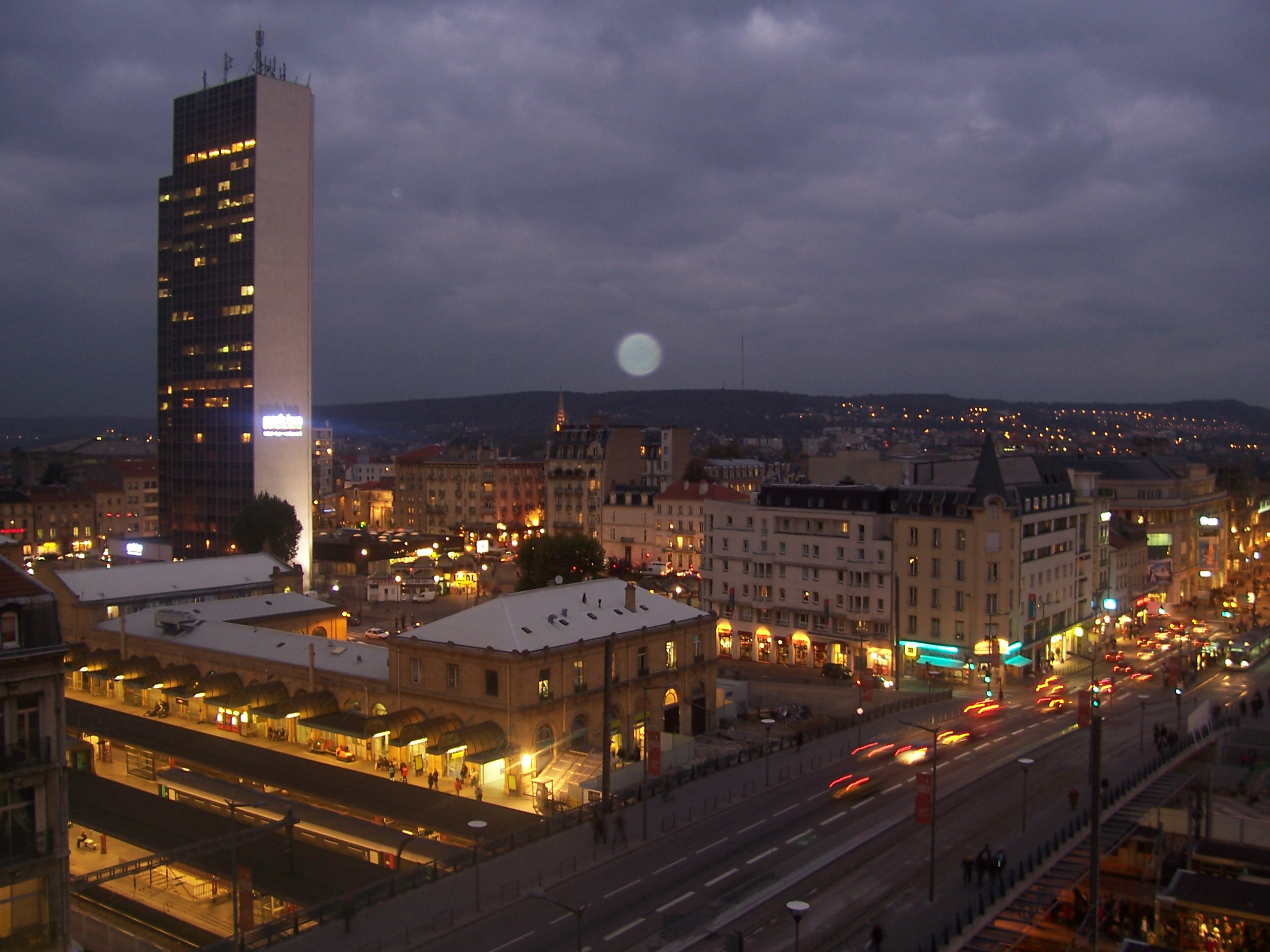
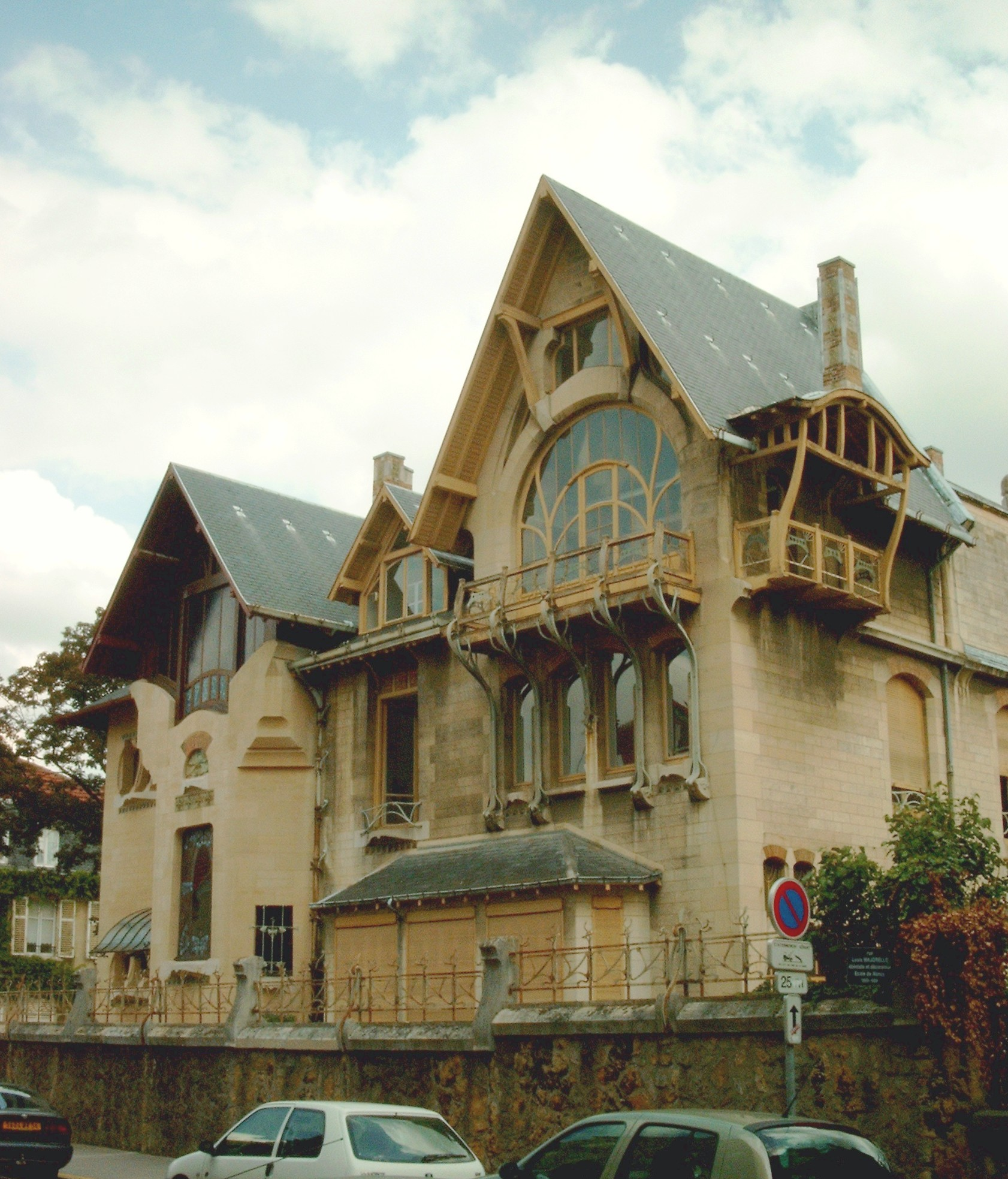
Villa Majorelle
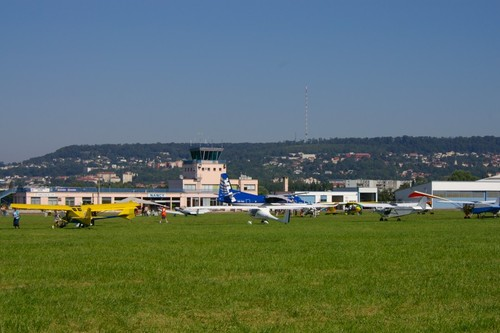
Flygplatsen
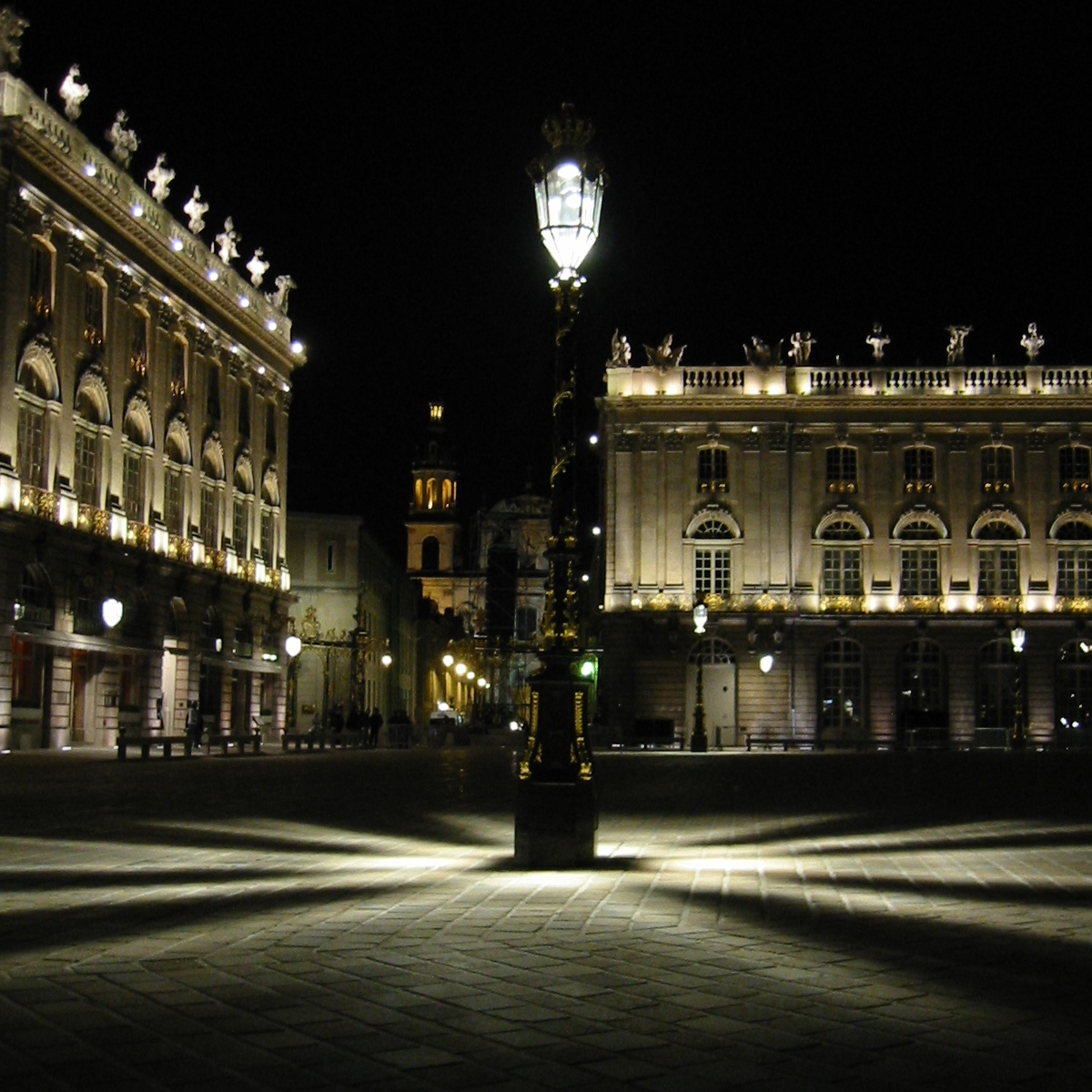
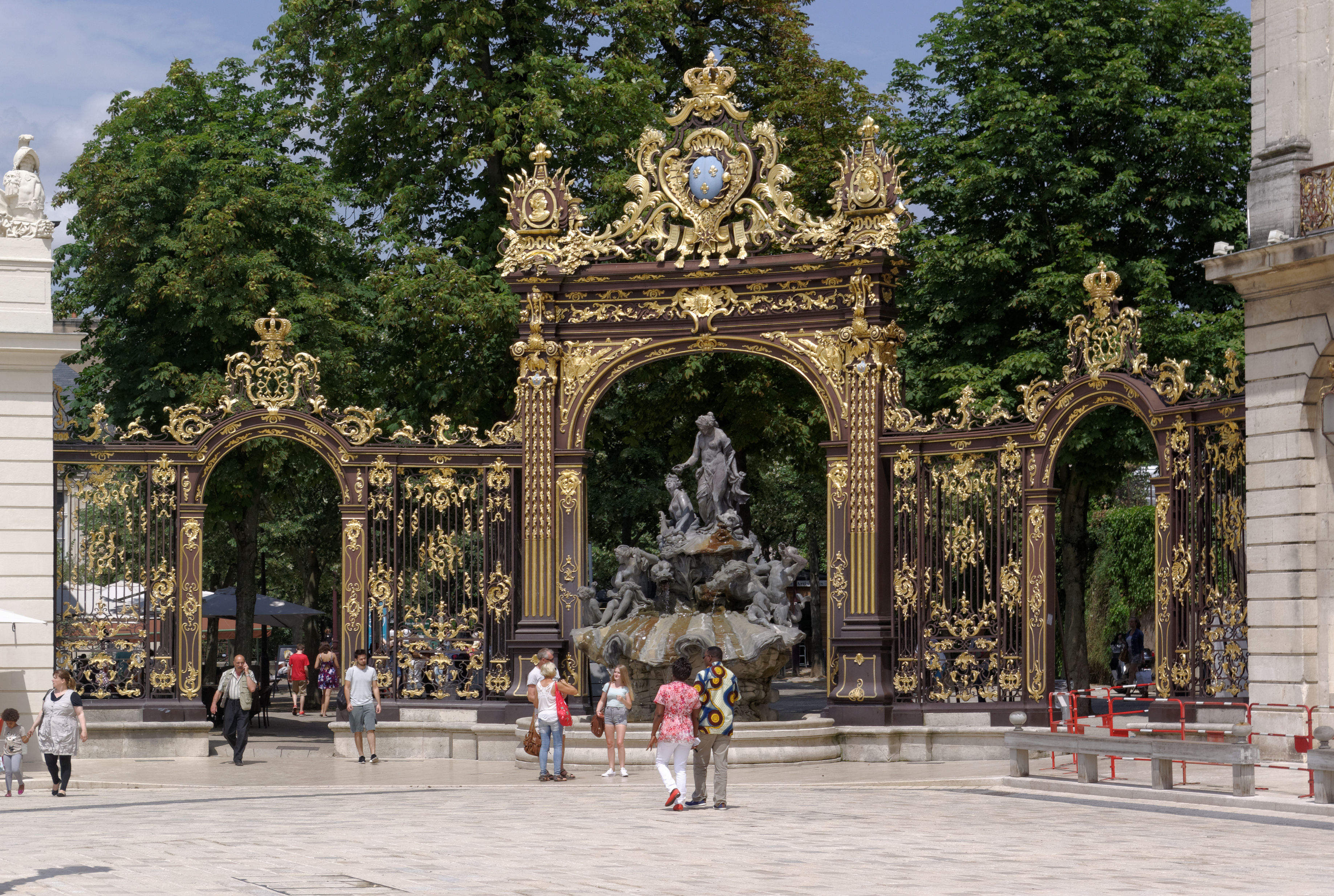